# The Fourth Seal of Zeen
The Fourth Seal of Zeen es el cuarto álbum de estudio de la banda de rock gótico de África del Sur The Awakening publicado en el 2000. El álbum incluye el sencillo más conocido de la banda «The Dark Romantics» así como también los sencillos «Eve» y «Amethys» los cuales se convirtieron en los favoritos por los fanáticos y las redes sociales. El álbum es considerado uno de los más populares de la banda y el lanzamiento más dramático a la fecha.

## Lista de canciones
* Todas las canciones son escritas por Ashton Nyte
1. «Precious (A Shard)»
2. «Stigma»
3. «Amethyst»
4. «A Promise of Zeen»
5. «The Dark Romantics»
6. «Eve»
7. «Prophet»
8. «Zeen»
9. «The Other Garden»
10. «Ward»
11. «The Harmony of Imperfection»
12. «Missing Chapters»
13. «Figment»
14. «Precious»